# 旅立ち/チェリーブロッサム
「旅立ち/チェリーブロッサム」（たびだち/チェリーブロッサム）は、日本のフォークデュオ・遊吟のメジャー4作目（通算12作目）のシングル。

## 概要
- 前作「あの日の2人のように」から約1年4か月ぶりにして、初の両A面シングル。
- メジャーデビュー後は初回生産限定盤と通常盤の2形態で流通されていたが、今作以降はインディーズ期同様、単数形態の発売となった。また、今作以降のシングルはアルバム未収録となっている。
- インディーズ2ndシングル「Stand By You」以来のインストゥルメンタルが収録されている。
- 前年に発売されたミニアルバム『テノヒラ』同様、今作の編曲も全て中村修司が担当している。

## 収録曲
| 全編曲: 中村修司。 |                                |      |      |
| #                  | タイトル                       | 作詞 | 作曲 |
| 1.                 | 「旅立ち」                     | 伸治 | 伸治 |
| 2.                 | 「チェリーブロッサム」         | 卓   | 卓   |
| 3.                 | 「旅立ち (inst.)」             |      | 伸治 |
| 4.                 | 「チェリーブロッサム (inst.)」 |      | 卓   |

### 解説
1. 旅立ち
2. チェリーブロッサム
3. 旅立ち (inst.)
表題1曲目のインストゥルメンタルバージョン。
4. チェリーブロッサム (inst.)
表題2曲目のインストゥルメンタルバージョン。

## タイアップ
- 日本テレビ系列情報バラエティ番組「おもいッきりDON!」2010年2月度エンディングテーマ (#2)